# 齒鰆
齒鰆（学名：Sarda orientalis），又名東方狐鰹、煙仔虎、掠齒煙、烏鰡串，为狐鲣属的一種。其种加词“orientalis”意为“东方的”。

## 分布
本魚分布于印度太平洋區，包括南非、東非、葛摩、馬達加斯加、斯里蘭卡、印度、馬來西亞、韓國、中國、日本、台灣、越南、印尼、新幾內亞、澳洲、夏威夷群島、墨西哥、宏都拉斯、薩爾瓦多、瓜地馬拉、哥倫比亞、厄瓜多、哥斯大黎加、尼加拉瓜、秘魯等海域。该物种的模式产地在日本。

## 深度
水深0-80公尺。

## 特徵
本魚體呈紡錘型，橫切面近圓形，兩背鰭距離近，第二背鰭後方有7-9枚離鰭，臀鰭有6-7枚離鰭，尾鰭深分叉。頭部無鱗，胸部鱗片大，形成胸甲，胸甲小，其後端不超過胸鰭。體背側藍灰色，具數條幾乎平形的深藍色縱帶，其下方數條則斷斷續續，腹面銀白色，背鰭硬棘17-19枚;臀鰭硬棘0枚; 臀鰭軟條14-16枚;脊椎骨44-45個，體長可達102公分。

## 生態
本魚棲息在大洋的中上層，為遠洋魚類，游泳速度很快，屬肉食性，以攝食魚類為主。

## 經濟利用
本魚為鮮美的食用魚，尤以秋冬的味道更好，肉質細嫩，新鮮時可做成生魚片、罐頭、煮湯或鹽燒。